# 基督教文化中心
基督教文化中心 （Christian Cultural Center）是一个基督教非宗派巨型教会，位于美国纽约市布鲁克林区的东纽约街区。
该教会由A. R. Bernard博士创建于1979年，占地11-英畝（45,000-平方），教会成员超过37,000名。基督教文化中心是纽约地区最大的福音派教会，也是美国最大的独立教会之一。